# Anton Rehmann
Anton Rehmann (en polaco: Antoni Rehman) (13 de mayo de 1840, Cracovia - 13 de enero de 1917, Leópolis) fue un geógrafo, geomorfólogo, botánico, briólogo y explorador polaco del antiguo Imperio austrohúngaro. Publicó numerosos artículos en alemán, en revistas austríacas, siendo también considerado un científico austríaco, de la región de Galizia del Imperio austrohúngaro.

## Biografía
Anton era hijo del maestro deshollinador Józef Rehman y de Anna Piotrowski. Estudió de 1860 a 1863 ciencias naturales y geografía en la Universidad Jagellónica de Cracovia, donde en 1864 defendió su tesis y obtuvo el doctorado en Filosofía en el Departamento de Botánica. En 1865 exploró las estepas de Podolia, a orillas del Dniéster y del Chornohora. Entre los años 1866 a 1867 se especializó en anatomía vegetal en Múnich con el Profesor Carl Wilhelm von Nägeli. En 1868 exploró el sur de Rusia. En 1869 obtuvo su habilitación en el campo de la anatomía vegetal en la Universidad de Cracovia.
Entre 1873 a 1874 viajó al Cáucaso y a Crimea, y entre 1875 a 1877 y de 1879 a 1880 estuvo en Sudáfrica, donde recorrió las áreas de los bosquimanos, hotentotes, zulúes, bantúes.
En 1882 fue profesor de la Universidad de Leópolis y entre 1884 a 1897 docente en la Facultad de Veterinaria. Entre 1887 a 1888, fue decano de la facultad de Filosofía, y de 1888 a 1889 rector de esta universidad. Fue miembro de la Academia de Ciencias Pedagógicas de Cracovia, de la Comisión de Fisiografía de dicha academia y de la Sociedad de Ciencias Naturales Nicolás Copérnico. En 1910 se retiró.

## En la ciencia
Con su trabajo y sus viajes, recaudó enormes cantidades de material herborístico. Sus colecciones se hallan en herbarios de todo el mundo. Describió varios taxones, incluyendo una variedad de ajenjo, la Artemisia absinthium L. var. calcigena Rehm., que hoy es endémica de los montes Pieniny y se halla en la Lista Roja de la UICN de Polonia. Rehmann también designó Sparganium emersum.

## Algunas publicaciones
- Reiseskizzen aus dem südlichen Afrika (Bocetos de viajes por el sur de África). 1881
- Echos aus dem südlichen Afrika (Ecos del África meridional). 1884
- Die Tatra aus physisch-geographischer Sicht (Los Tatra desde un punto de vista geográfico físico). 1895

## Honores

### Eponimia
Especies (116 registros)
- (Acanthaceae) Duosperma rehmannii (Schinz) Vollesen[1]